# Масований ракетний обстріл України 29 грудня 2022

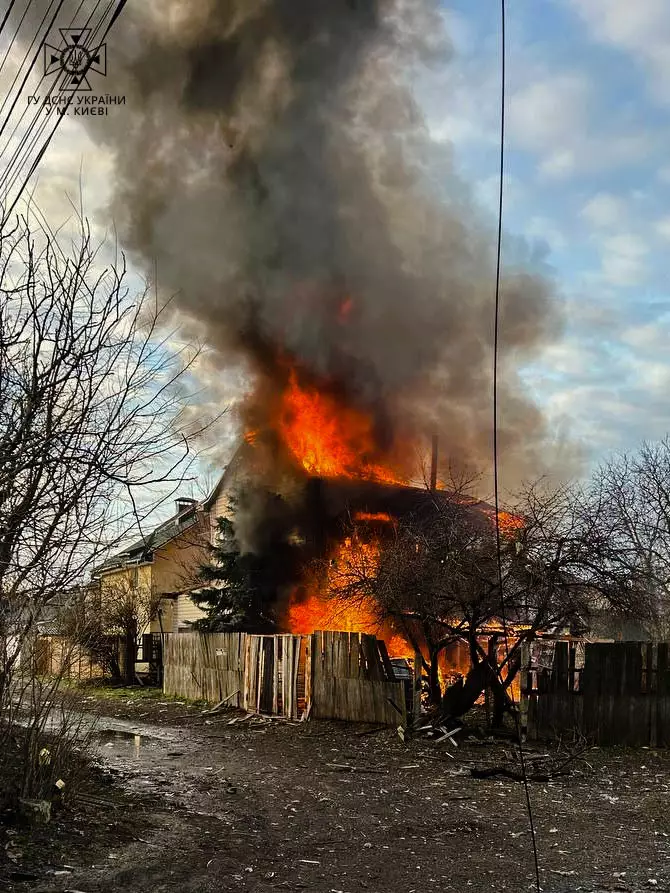
Будинок у Києві, що загорівся від уламків збитої ракети

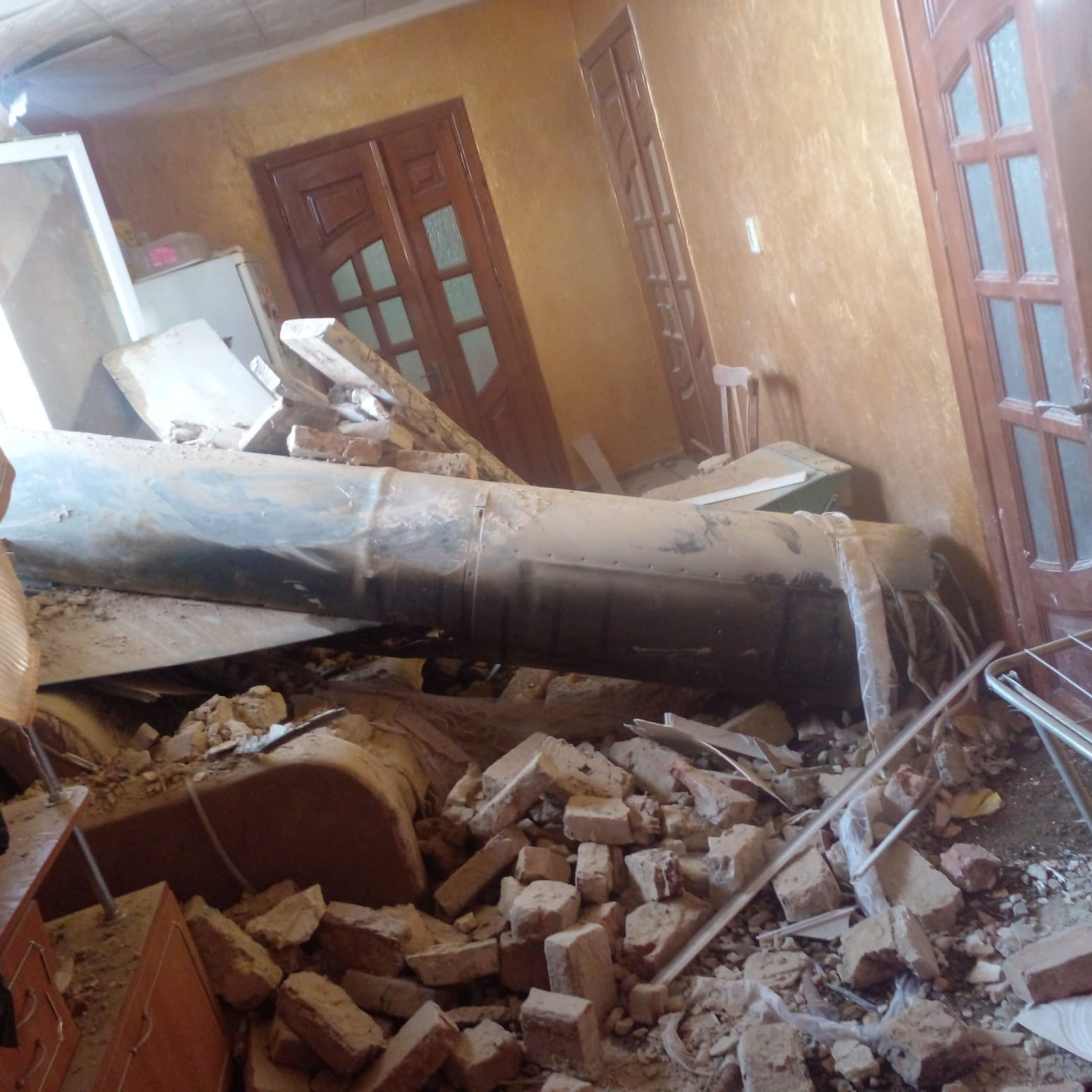
Ракета, що влучила в будинок в Івано-Франківській області

29 грудня 2022 року, в ході російського вторгнення в Україну, російські військові завдали чергового масованого ракетного удару по енергетичній інфраструктурі України.
Спочатку повідомлялося про запуск 69 ракет (з них щонайменше 7 із наземних комплексів С-300 по Запорізькій та Харківській областях), 54 з яких збила протиповітряна оборона. Наступного дня командування Повітряних Сил ЗСУ повідомило про 70 крилатих ракет, із яких 58 знищено.
Починаючи з 07:00, російські війська випустили крилаті ракети повітряного базування Х-101/Х-555 із стратегічних бомбардувальників Ту-95МС із району Волгодонська Ростовської області та північного району Каспійського моря, та крилаті ракети типу Калібр з кораблів у Чорному морі. Крім того, здійснено до шести пусків крилатих ракет Х-22 та Х-32 із дальніх бомбардувальників Ту-22М3, два пуски протирадіолокаційних ракет Х-31П.
За даними ДСНС, було обстріляно 10 областей і пошкоджено 28 об'єктів, із яких 18 — приватні будинки, а решта — об'єкти критичної інфраструктури. Постраждали 5 осіб (троє чоловіків, жінка та дитина).

## Обстріли
| Регіон                                              | Місце                                               | Ракета                                              | Збито                                               | Влучання, загиблі/поранені                              |
| --------------------------------------------------- | --------------------------------------------------- | --------------------------------------------------- | --------------------------------------------------- | ------------------------------------------------------- |
| Запорізька обл.                                     | Степне                                              | 5В55                                                | 0/3                                                 | цивільна інфраструктура, жертви: 0/0                    |
| Харківська обл.                                     | Харків                                              | 5В55                                                | 0/4                                                 | енергетична інфраструктура                              |
|                                                     |                                                     |                                                     |                                                     |                                                         |
| Львівська обл.                                      | Львівська обл.                                      | —                                                   | 0/2                                                 | енергетична інфраструктура                              |
| Івано-Франківська обл.                              | Грушка                                              | —                                                   | 0/1                                                 | житловий будинок                                        |
| Київська обл.                                       | Київська обл.                                       | —                                                   | 0/2                                                 | енергетична інфраструктура                              |
| Одеська обл.                                        | Усатове                                             | —                                                   | —                                                   | енергетична інфраструктура                              |
| Харківська обл.                                     | Харківська обл.                                     | —                                                   | —                                                   | критична інфраструктура, повторний обстріл, жертви: 2/? |
|                                                     |                                                     |                                                     |                                                     |                                                         |
| Львівська обл.                                      | Львівська обл.                                      | —                                                   | 4/4                                                 | перехоплено українською ППО, пошкодження уламками       |
| Житомирська обл.                                    | Житомирська обл.                                    | —                                                   | —                                                   | перехоплено українською ППО, пошкодження уламками       |
| Київська обл.                                       | Київська обл.                                       | —                                                   | 8/8                                                 | перехоплено українською ППО, пошкодження уламками       |
| Сумська обл.                                        | Сумська обл.                                        | —                                                   | 2/2                                                 | перехоплено українською ППО, пошкодження уламками       |
| Одеська обл.                                        | Одеська обл.                                        | —                                                   | 21/21                                               | перехоплено українською ППО, пошкодження уламками       |
| Миколаївська обл.                                   | Миколаївська обл.                                   | —                                                   | 5/5                                                 | перехоплено українською ППО, пошкодження уламками       |
| АР Крим                                             | Джанкой                                             | —                                                   | —                                                   | вибухнули за незʼясованих обставин                      |
| Україна загалом (не рахуючи систем С-300)           | Україна загалом (не рахуючи систем С-300)           | Україна загалом (не рахуючи систем С-300)           | 58/70                                               | жертви: 3/6                                             |
| Відсоток перехоплених ракет ППО та іншими засобами: | Відсоток перехоплених ракет ППО та іншими засобами: | Відсоток перехоплених ракет ППО та іншими засобами: | Відсоток перехоплених ракет ППО та іншими засобами: | 83%                                                     |
|                                                     |                                                     |                                                     |                                                     |                                                         |
| Бєлгородська обл.                                   | Бєлгород                                            | —                                                   | —                                                   | вибухнули за незʼясованих обставин                      |
| Волгоградська обл.                                  | Волгоградська обл.                                  | Х-101                                               | 0/1                                                 | впала у полі                                            |